# Mammola
Mammola és un  municipi de la Ciutat metropolitana de Reggio de Calàbria, a la regió italiana de Calàbria, situat a uns 70 km al sud-oest de Catanzaro i a uns 60 km al nord-est de Reggio de Calàbria. L'1 de gener de 2019 tenia 2.689 habitants.
Mammola limita amb els municipis següents: Agnana Calabra, Canolo, Cinquefrondi, Galatro, Giffone, Grotteria, San Giorgio Morgeto i Siderno.